# Evert González
Evert González Rodríguez (Vergara, Cundinamarca, 22 de abril de 1985), conocido simplemente como Evert González, es un profesor de inglés y escritor colombiano. Es el autor de varios libros entre los que se encuentra Un deseo, mil lágrimas publicado el 20 de julio de 2020.

## Biografía
Evert ha incursionado en el mundo de la lengua extranjera poniendo en marcha un método que fue establecido en Alemania y Francia en el siglo XX. El método directo o (direct method) en inglés para desarrollar la habilidad comunicativa en el segundo idioma en Colombia de acuerdo a los parámetros implementados por el ministerio de educación nacional y los estándares básicos  de competencias.

### Trayectoria
Después de terminar el Colegio Fidel León Triana, ingresó en la universidad El Bosque de Bogotá, donde realizó sus estudios superiores para obtener la licenciatura en educación bilingüe. Empezó a publicar algunos artículos educativos y finalmente se dedicó a la escritura junto con la enseñanza.
Trabajó como pedagogo en la ciudad de Bogotá, en varias instituciones privadas , así como también le apostó a la enseñanza como docente particular. González publicó en 2020 su primera novela, Un deseo mil lágrimas. Ha integrado su carrera docente con la literatura y ha colaborado con algunos estudiantes sobre proyectos educativos relacionados con el inglés
La metodología para enseñar idiomas que este profesor ha promulgado por años a los aprendices, consiste en establecer una asociación visual e inmediata entre experiencia y expresión, entre las palabras, modismos y su expresión física o corporal, sin apoyarse en la lengua materna de los alumnos. Este método se incluye entre los denominados métodos naturales y es el más extendido. No obstante, es un reto para los docentes en estas disciplinas, en cierto modo, por ser una de las metas del Programa Nacional de Bilingüismo y además de ello, porque Colombia no es la excepción de ser uno de los países que necesitan ponerse al tanto en el aprendizaje de este idioma.

## Obras
En su trayectoria como escritor y autor, ha logrado desarrollar historias basadas en hechos reales, mezclando un poco el género de no ficción, como es el caso de su obra: El retroceso de la muerte seres humanos confinados por un virus de maneras diferentes, haciendo referencia al covid 19. El círculo social donde explica un poco la monotonía de los seres humanos y el entorno en el que ellos se encuentran, que es el caso de su libro que lleva el mismo nombre. Ha logrado relatar sobre la existencia del ser humano en la tierra y lo que pasará cuando deje de existir, como se puede ver en huellas más allá del firmamento. No obstante, cada uno es un fantasma de su existencia, inclusive del más allá. Cada quien es digno de pensar y actuar de acuerdo a sus acciones y cada persona deja alguna doctrina o lección que permanece por siglos en las memorias del que quiere seguirle. Una de sus obras, que lleva como título (indigente y justiciero) se encuentra en los cértamenes del concurso nacional de novela y cuento que se lleva a cabo en la ciudad de Medellín Colombia, organizado por la cámara de comercio de esa ciudad en alianza con la editorial Penguin Random House Colombia.